# Maturité mathématique
 (mai 2014).
Si vous disposez d'ouvrages ou d'articles de référence ou si vous connaissez des sites web de qualité traitant du thème abordé ici, merci de compléter l'article en donnant les références utiles à sa vérifiabilité et en les liant à la section « Notes et références ».

Beaucoup de symboles mathématiques et de nombres dans un grand gâchis

La maturité mathématique est un terme informel utilisé par les mathématiciens pour désigner un ensemble d'expériences qui ne peuvent s'enseigner car elle proviennent d'une exposition répétée aux concepts mathématiques.

## Définitions
La maturité mathématique a été définie de plusieurs manières par différents auteurs.
L'une des définitions est la suivante :

« L'absence de craintes des symboles ; la capacité de lire et de comprendre les notations, d'en introduire de nouvelles, à la fois claires et utiles, quand c'est nécessaire (et seulement dans ce cas), et une aisance à s'exprimer dans le langage laconique, mais précis, que les mathématiciens utilisent pour communiquer leurs idées. »

— Larry Denenberg, Math 22 Lecture A
D'autres capacités caractérisent la maturité mathématique :
- la capacité de généraliser à des concepts plus larges à partir d'un exemple spécifique ;
- la capacité à se placer à des degrés d'abstraction élevé ;
- la capacité de communiquer des résultats mathématiques en apprenant des notations standards et un style acceptable ;
- le passage significatif de l'apprentissage par la mémorisation à l'apprentissage par la compréhension ;
- la capacité à faire la différence entre les idées importantes et les détails ;
- la capacité à faire le lien entre une représentation géométrique et une représentation analytique ;
- la capacité à transformer des problèmes verbaux en problèmes mathématiques ;
- la capacité à reconnaître une preuve valide et à repérer les raisonnements douteux ;
- la capacité à reconnaître des motifs mathématiques ;
- la capacité à faire l'aller-retour entre les aspects géométriques et analytiques ;
- améliorer l'intuition mathématique en renonçant aux conceptions naïves et en développant une attitude plus critique.

Enfin, la maturité mathématique se définit également comme une capacité à :
- faire et utiliser les liens avec d'autres problèmes et d'autres disciplines ;
- compléter les détails manquants ;
- trouver et corriger ses erreurs et apprendre d'elles ;
- trier le bon grain de l'ivraie, aller au fond des choses, comprendre les intentions ;
- reconnaître et apprécier l'élégance ;
- penser abstraitement ;
- lire, écrire et critiquer des preuves formelles ;
- faire une différence entre ce que l'on sait et ce que l'on ignore ;
- reconnaître les motifs, les sujets, le sens du courant et les difficultés ;
- appliquer ce que l'on sait de manière créative ;
- faire des approximations appropriées ;
- apprendre par soi-même ;
- généraliser ;
- rester concentré ;
- utiliser l'instinct et l'intuition lorsque cela s'avère nécessaire.